# Canal de Balaguer
El canal de Balaguer es una infraestructura hidráulica española situada en la provincia de Lérida, Cataluña.
El agua se capta del río Segre a su paso por el término municipal de Camarasa Fontllonga, en la comarca de la Noguera, aguas abajo del embalse de San Lorenzo de Mongay, y se vierte al canal de Serós, una infraestructura muy similar que tiene su inicio en la ciudad de Lérida, en la comarca del Segriá. Pasa por dos centrales hidroeléctricas, la de Termens y la de Lérida, con una potencia de 12 000 kW cada una.